# Danny Alexander
Pour les articles homonymes, voir Alexander.
Daniel Grian Alexander, dit Danny Alexander, né le 15 mai 1972 à Édimbourg, est un homme politique britannique. Il est brièvement secrétaire d'État pour l'Écosse en mai 2010, puis secrétaire en chef du Trésor dans le premier gouvernement de David Cameron jusqu'en mai 2015.
Il est député d'Inverness, Nairn, Badenoch et Strathspey de 2005 à 2015, quand il perd son siège face aux nationalistes écossais lors des élections générales.
Il est anobli le 27 août 2015.